# Бошань
Боша́нь (кит. упр. 博山, пиньинь Bóshān) — район городского подчинения городского округа Цзыбо провинции Шаньдун (КНР). У названия района есть два смысла: во-первых, в районе существует гора с названием Бошань, а во-вторых, район расположен в горной местности, а само название в переводе означает «много гор» или «широкие горы».

## История
При империи Цин в 1734 году был создан уезд Бошань (博山县), подчинённый Цинчжоуской управе (青州府).
После капитуляции Японии коммунистами в 1945 году был образован город Бошань, выделенный из уезда Бошань. Затем в ходе гражданской войны ими был утрачен контроль над этой территорией, но к марту 1948 года она была очищена от гоминьдановских войск, и была разделена на собственно уезд Бошань и три района городского подчинения. В 1949 году районы городского подчинения были ликвидированы, а вместо них опять образован город Бошань. В 1950 году был создан Специальный район Цзыбо (淄博专区), и уезд Бошань, к которому был присоединён город Бошань, вошёл в его состав. В 1951 году город Бошань был вновь выделен из уезда Бошань. В апреле 1955 года Специальный район Цзыбо был расформирован, а вместо него образован город Цзыбо; территория города Бошань стала его районом Бошань, а уезд Бошань был передан в состав Специального района Чанвэй (昌潍专区). В январе 1959 года уезд Бошань вернулся в состав воссозданного Специального района Цзыбо, и его территория была разделена между районами Цзычуань и Бошань.

## Административное деление
Район делится на 3 уличных комитета и 7 посёлков.

## Палеогенетика
- У образца Boshan11 из Бошаня возрастом 8 180 ± 140 лет до настоящего времени определена митохондриальная гаплогруппа B4c1a[2]